# Squillace (film)
Squillace (Esquilache) è un film del 1989 diretto da Joaquín Molina e Josefina Molina.